# Station Skarżysko-Kamienna
Station Skarżysko-Kamienna is een spoorwegstation in de Poolse plaats Skarżysko-Kamienna.